# Bell Ville
Cet article possède des paronymes, voir Belville, Belleville et Bellville.
Bell Ville est une ville de la province de Córdoba, en Argentine, et le chef-lieu du département de Unión. Elle est située à 194 km au sud-est de la capitale provinciale, Córdoba et à 190 km à l'ouest de Rosario. Sa population s'élevait à 33 281 habitants en 2001.

## Liens externes

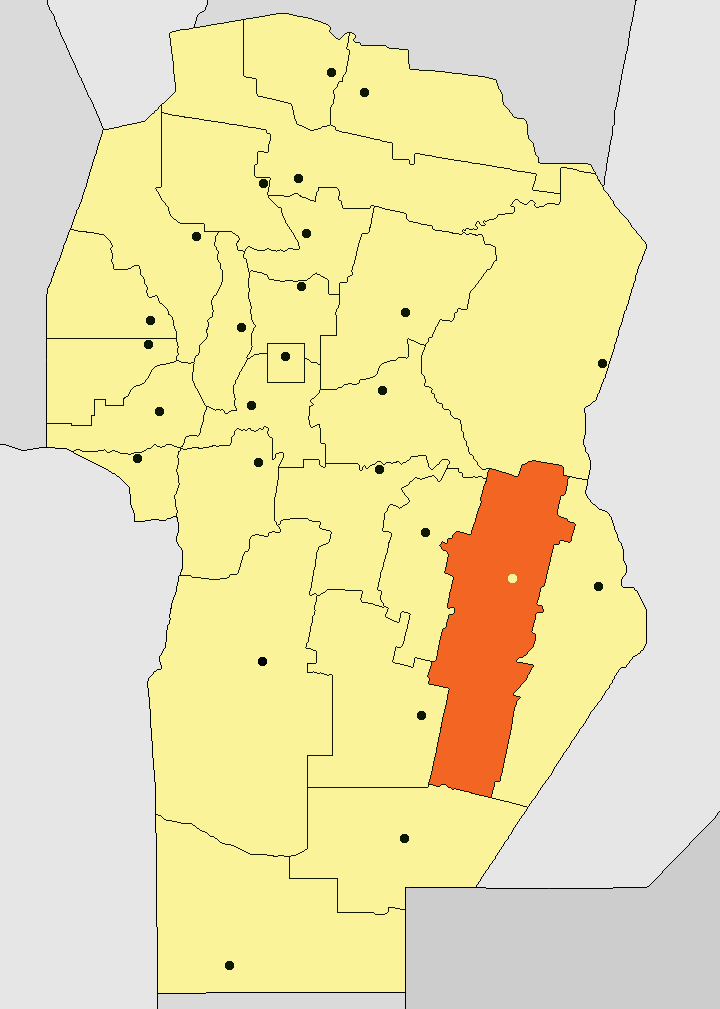
Localisation de la ville dans la province.